# San Rafael, San Miguel de Allende
San Rafael är en ort i Mexiko.   Den ligger i kommunen San Miguel de Allende och delstaten Guanajuato, i den centrala delen av landet, 240 km nordväst om huvudstaden Mexico City. San Rafael ligger 1 868 meter över havet och antalet invånare är 365.
Terrängen runt San Rafael är platt västerut, men österut är den kuperad. Runt San Rafael är det ganska tätbefolkat, med 96 invånare per kvadratkilometer. Närmaste större samhälle är San Miguel de Allende, 5,7 km sydost om San Rafael. Trakten runt San Rafael består i huvudsak av gräsmarker.